# Pseudocatharylla calypso
Pseudocatharylla calypso là một loài bướm đêm trong họ Crambidae.